# Ernst von Siemens Kunststiftung
Pour les articles homonymes, voir Siemens (homonymie).

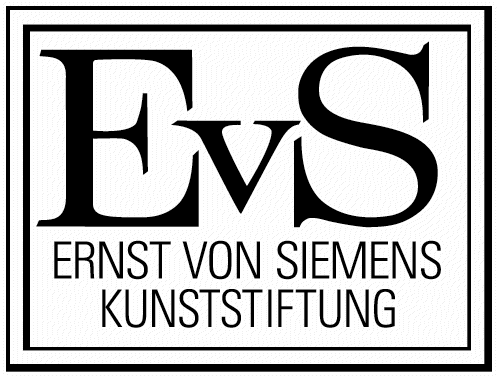
Logo de la Ernst von Siemens Kunststiftung

La Ernst von Siemens Kunststiftung est une fondation d'art de  droit civil dont le siège se situe à Munich. Fondée en 1983 par Ernst von Siemens, elle se consacre à la promotion des beaux-arts.

## Le fondateur
Le fondateur Ernst von Siemens était le plus jeune neveu de Werner von Siemens, le fondateur de l'entreprise Siemens. À côté de la fondation d'art, il est à l'initiative de deux autres fondations : la fondation Carl Friedrich von Siemens pour la promotion des sciences (1958) ainsi que la Ernst von Siemens Musikstiftung pour la promotion de la pratique musicale et la recherche musicologique (1972). 

## Le capital de la fondation et le personnel
Au moment de la création, Ernst von Siemens a doté la fondation de sa fortune personnelle, à quoi sont continuellement venus s'ajouter des dons supplémentaires de sa fortune et du capital de la Siemens SA. Dans son testament, Ernst von Siemens a légué une autre partie de sa fortune à la fondation, ainsi que sa collection privée d'art. Le montant de subventions total consacré à la fondation d'art Ernst von Siemens s'élève à plusieurs millions d'euros. Selon le nombre de demandes, entre 130 à 160 projets peuvent être subventionnés chaque année.
Dans certains cas particuliers, lorsque la fondation d'art Ernst von Siemens n'a pas suffisamment de moyens, la Siemens SA lui vient en aide.
Lors de la création et de la mise en place de la fondation d'art, Ernst von Siemens fut soutenu par Heribald Närger (1923-2015). Ce dernier fut président du conseil consultatif de la fondation, puis président honoraire. Depuis octobre 2014, le président du conseil consultatif est Armin Zweite et le secrétaire général est l'historien de l'art Martin Hoernes.

## Buts et méthodes
D'après ses statuts, le but de la fondation est la promotion des beaux-arts, notamment par le biais d'acquisitions d'œuvres d'art ou le soutien financier de collections d'art publiques lors d'acquisition d'objets d'art. Elle soutient également la restauration d'œuvres d'art. La musique et l'art contemporain sont exclus de ce soutien.
La possibilité d'un préfinancement à court terme pour l'acquisition d'une œuvre constitue un avantage essentiel qui permet aux institutions d’être plus flexibles sur le marché de l'art. L’institution acheteuse obtient alors un prêt sans intérêt. Pour chaque subvention de ce type, la fondation acquiert un droit de propriété sur l'objet. De nombreuses mesures de soutien sont réalisées en collaboration avec d’autres fondations.

### L’initiative «Kunst auf Lager»
La fondation fait partie de l’initiative « Kunst auf Lager » (L'art au dépôt), une union de quatorze mécènes privés et publics. Leur but commun est la valorisation et la protection des objets de collection qui ne sont pas exposés mais se trouvent dans des dépôts. L’initiative encourage les équipes des musées à introduire des demandes de subvention auprès des partenaires de l’union.
En 2015, la Ernst von Siemens Kunststiftung a subventionné sept projets dans différents musées pour un total d’environ 300 000 euros, avec entre autres la restauration des cassettes et boîtes de la collection de meubles du musée Suermondt-Ludwig à Aix-la-Chapelle.

## Objets subventionnés (sélection)
- Ernst Ludwig Kirchner, Potsdamer Platz, Alte Nationalgalerie Berlin. Achat en coopération avec les musées d'État de Berlin, la fondation culturelle des Länder allemands (Kulturstiftung der Länder) ainsi que le gouvernement allemand (1999)[11].

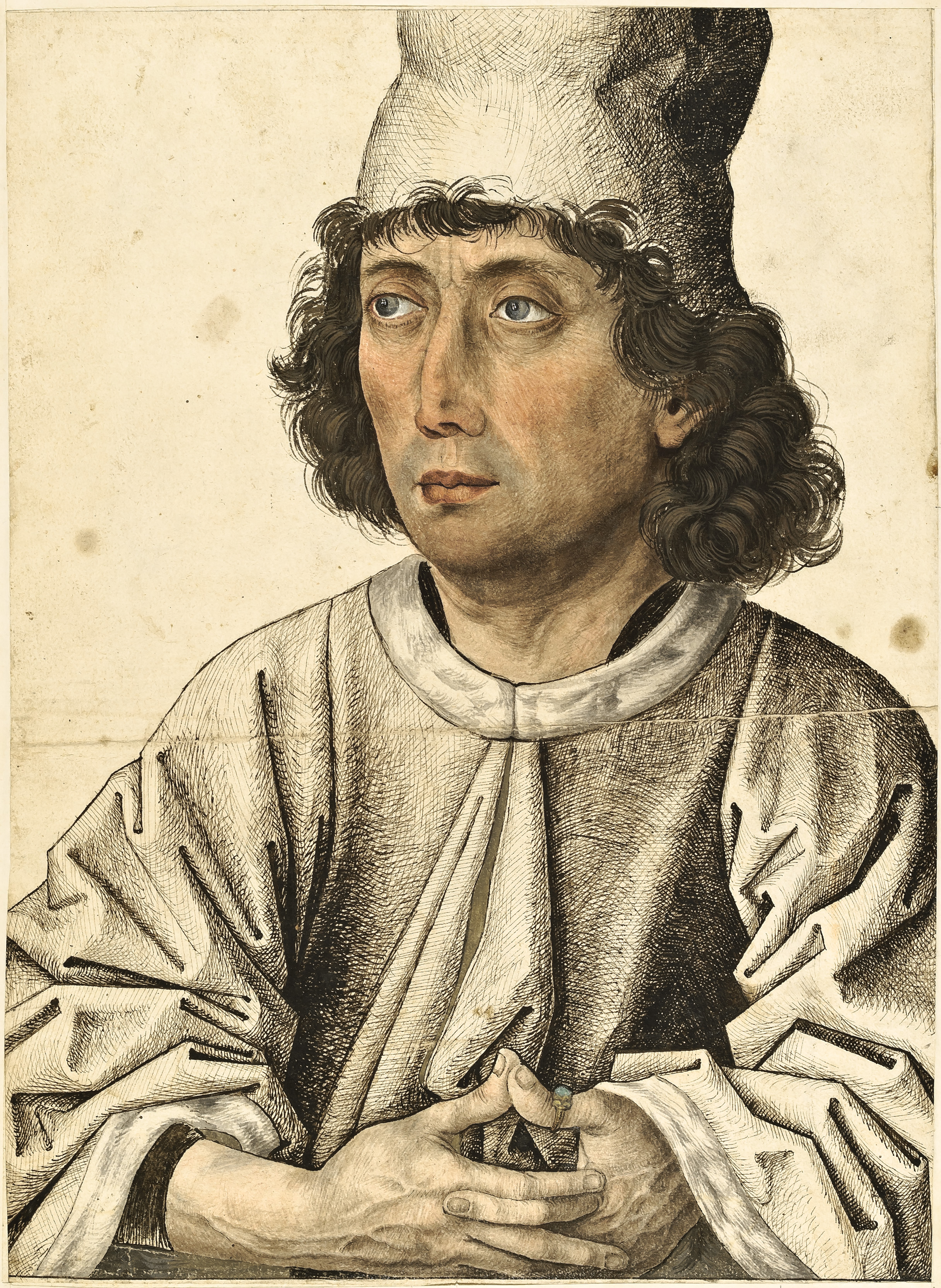
Portrait d'un jeune homme (anonyme, ca. 1475) provenant du Kleine Klebeband contenant plus de 120 dessins allemands, néerlandais et italiens du 15e au milieu du.

- Kleiner Klebeband – 120 dessins de la propriété du prince de Waldburg-Wolfegg, Cabinet des estampes de Berlin (Kupferstichkabinett). Achat en coopération avec la fondation culturelle des Länder allemands (Kulturstiftung der Länder), les collections d’art et musées d’Augsbourg et de l’État libre de Bavière[12].

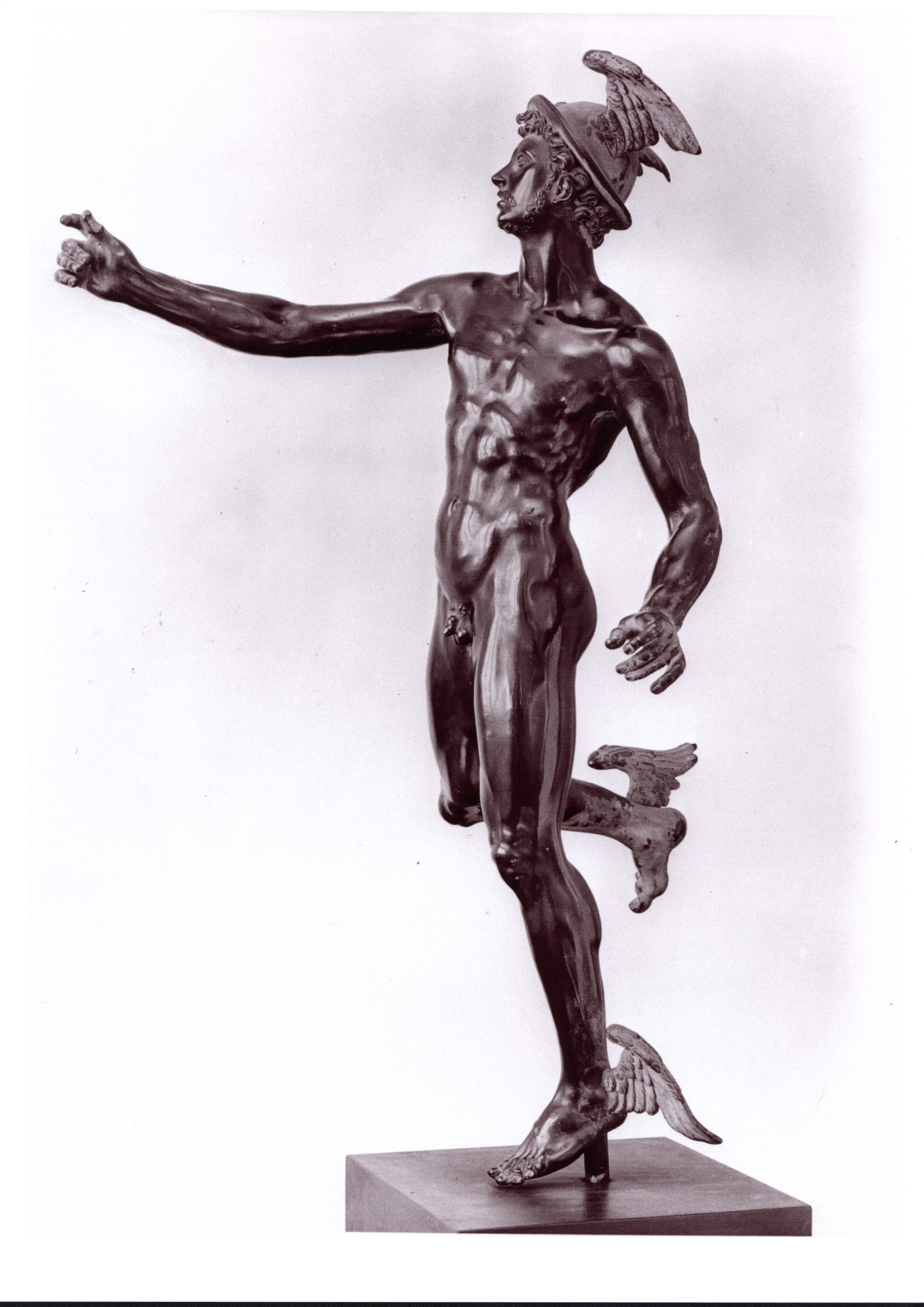
Hubert Gerhard, Mercure, sculpture en bronze, vers 1600, caractéristique du maniérisme.

- Hubert Gerhard, Mercure, sculpture en bronze, Bayerisches Nationalmuseum Munich. Achat et prêt permanent au musée (2012)[13].
- Louis Castelli, copie de La Madone Sixtine de Raphaël, 1847. Rachat pour la collection Lindenau, musée Lindenau, Altenbourg (2014)[14].
- Collection d’art du Moyen Âge de Lübeck, subvention des mesures de restauration et du catalogue accompagnant l‘exposition « Lübeck 1500 » (2015)[15].

- René Magritte, Le Goût de L’invisible. Subvention de l’achat pour la Staatliche Kunsthalle Karlsruhe, en coopération avec la Fondation culturelle des Länder allemands (Kulturstiftung der Länder) et la fondation Museumsstiftung du Land Bade-Wurtemberg (2016)[16].
- Tapisserie avec la présentation de la Sainte Parenté, fragment de 1527. Subvention de l‘achat du musée Domschatz- und Diözesanmuseum Eichstätt, en coopération avec la Fondation culturelle des Länder allemands (Kulturstiftung der Länder) et la fondation St. Willibald-Stiftung (2016)[17].
- August Macke, Lave-linge dans le jardin à Kandern (Wäsche im Garten in Kandern), 1907. Subvention de l’achat pour le musée d'art de Fribourg, en coopération avec la Fondation culturelle des Länder allemands (Kulturstiftung der Länder) (2016)[18].

## Liens
- Ernst von Siemens Kunststiftung
- Communiqué de presse